# クリオプテリギウス
クリオプテリギウス（学名:Cryopterygius）は、ジュラ紀末に生息していた、オフタルモサウルス科に属する絶滅した魚竜の属。模式種 C. kristiansenae は上部ジュラ系チトニアン階にあたるノルウェーのスピッツベルゲン島中部にある Agardhfjellet 層 Slottsmøya 部層から発見され、2012年にパトリック・S・ドラッケンミラーが記載した。もう1つの種である C. kielanae は同じくチトニアン期にあたるポーランド中部 Owadów-Brzezinki Quarry の炭酸塩鉱床の Kcynia 層から発見され、2016年にダニエル・ティボロウスキーが記載した。
模式種 C. kristiansenae をウンドロサウルスのシノニムとする説がある。

## 形態

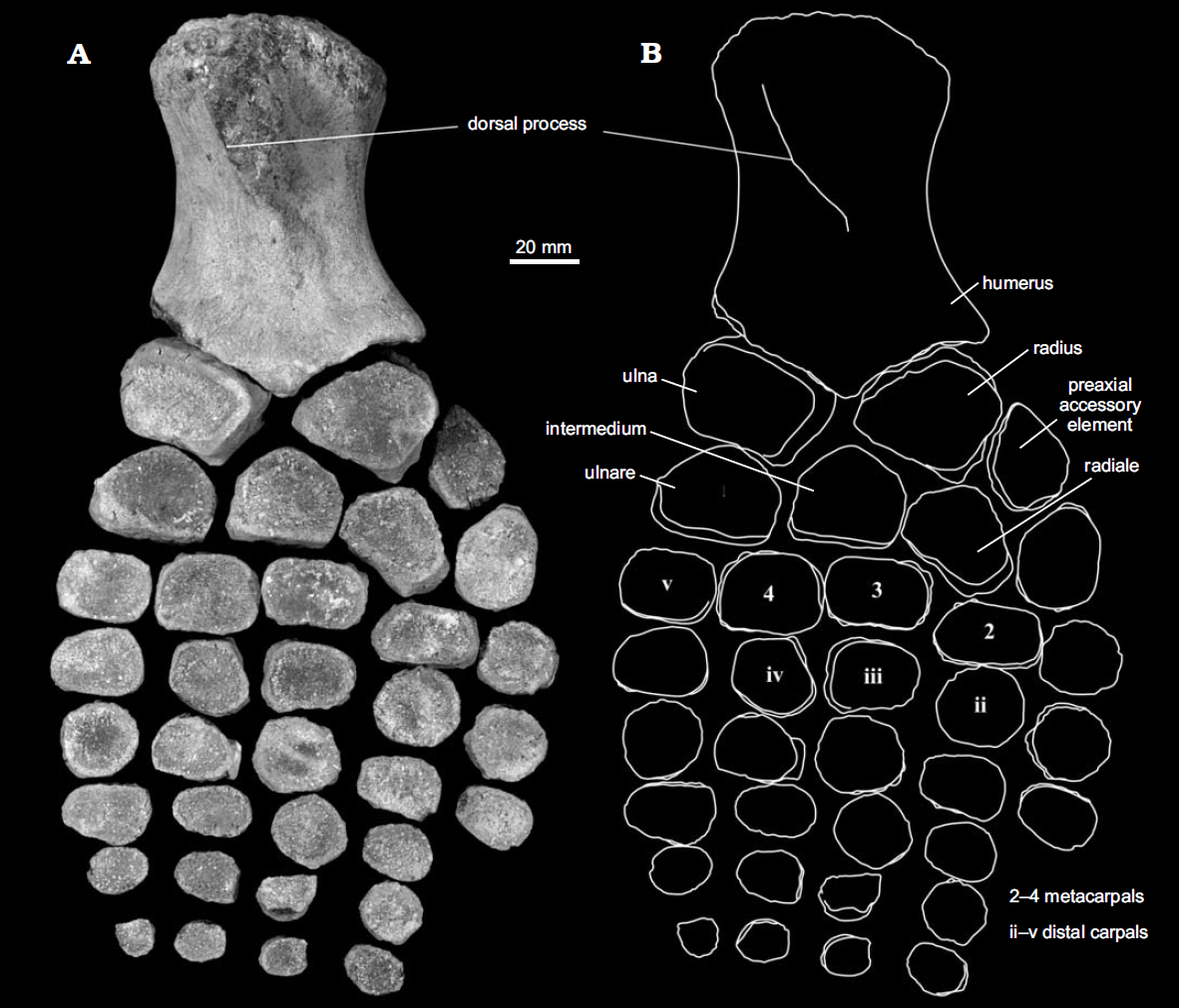
C. kielanaeの前ビレ

模式種の模式標本は完全な頭骨・仙椎より前方の52個の椎骨・肋骨・腹肋骨・胸帯・ほぼ完全な前肢・腰帯・後肢からなり、上顎骨には多数の歯が備わっていた。涙骨と外鼻孔は接しておらず、上腕骨の遠位端には2つの小関節面が存在し、大腿骨にはオフタルモサウルス科の特徴が顕著に表れている。全長は5.0 - 5.5メートルに達する巨大な魚竜であった。
もう1つの種である C. kielanae は模式種より小型であり、方形骨の関節丘に溝が存在しないことや大腿骨が太いこと、背側に発達した構造を持つ上腕骨といった特徴を持つ。

## シノニム
クリオプテリギウスの前肢の構造がウンドロサウルスやパラオフタルモサウルスのものに類似していることは2014年の Arkhangelsky の論文で既に指摘されていたが、2019年1月24日に公開された Nikolay G Zverkov による論文では前肢の特徴からクリオプテリギウスの模式種 C. kristiansenae がウンドロサウルスの模式種 U. gorodischensis のシノニムであるとされた。前者の論文ではウンドロサウルスはオフタルモサウルス亜科に分類されていたが、後者ではプラティプテリギウス亜科に分類されている。

## 古環境
ポーランドで新たにクリオプテリギウスが発見されたことにより、当時の Owadów-Brzezinki 地域の生態系がゾルンホーフェンやスヴァールヴァル諸島と酷似し、地理的には熱帯のテチス海と北極海盆の変わり目であったことが示唆されている。